# Danielle Bradbery
Danielle Simone Bradbery (nascida 23 de julho de 1996) é uma cantora norte-americana, que ficou conhecida ao se tornar a campeã da quarta edição da versão norte-americana do programa The Voice. Ela foi a candidata mais jovem a vencer o programa, quando tinha apenas 16 anos, e o primeiro artista country a vencer.

## Biografia
Bradbery nasceu na cidade de League City, no estado do Texas, filha de Gloria Ann (née Redden) Martinez e Danny Keith Bradbery. Ela tem um irmã mais velha chamada Monica Bradbery, uma meia-irmã chamada Lauren Hubbard e três meio-irmãos mais novos, Drew Martinez, Drake Martinez e Collin Bradbery. Seus padrastos são Mark Martinez e Sharon (née Hubbard) Bradbery. Atualmente ela estuda na instituição de ensino Cypress Ranch High School.

## The Voice
No dia 25 de março de 2013, Bradbery cantou "Mean, música de Taylor Swift nas Audições às Cegas (em inglês, Blind Auditions) e foi aprovada pelos técnicos Usher, Adam Levine e Blake Shelton, a quem ela escolheu como técnico. Foi a primeira vez que ela cantou para uma grande plateia. Durante o Top 10, Bradbery se apresentou com a música "Heads Carolina, Tails California", da cantora Jo Dee Messina, e se tornou a primeira artista da quarta temporada do programa a alcançar o Top 10 no ranking de vendas do iTunes, o que multiplicou por dez sua quantidade de votos nessa etapa. Ao longo da temporada, Bradbery se tornou a artista com mais músicas no Top 10 do iTunes. No dia 18 de junho, a jovem foi escolhida a grande vencedora do programa, aos 16 anos.

### Performances e resultados
A versão em estúdio da apresentação de Danielle alcançou o Top 10 de vendas no iTunes
| Episódio         | Canção                                            | Artista original   | Ordem | Resultado                                                         |
| ---------------- | ------------------------------------------------- | ------------------ | ----- | ----------------------------------------------------------------- |
| Blind Audition   | "Mean"                                            | Taylor Swift       | 1.5   | Adam, Blake e Usher viraram. Escolheu Blake Shelton como técnico. |
| Battle Round     | "Put Your Records On" (vs. Caroline Glaser)       | Corinne Bailey Rae | 2.6   | Salva pelo técnico                                                |
| Knockout Round   | "Jesus Take The Wheel" (vs. Taylor Beckham)       | Carrie Underwood   | 2.5   | Salva pelo técnico                                                |
| Playoffs Ao Vivo | "Maybe It Was Memphis"                            | Pam Tillis         | 2.7   | Salva pelo público                                                |
| Top 12           | "Wasted"                                          | Carrie Underwood   | 7     | Salva pelo público                                                |
| Top 10           | "Heads Carolina, Tails California"                | Jo Dee Messina     | 7     | Salva pelo público                                                |
| Top 8            | "Grandpa (Tell Me 'Bout the Good Ol' Days)"       | The Judds          | 7     | Salva pelo público                                                |
| Top 6            | "Shake the Sugar Tree"                            | Pam Tillis         | 5     | Salva pelo público                                                |
| Top 6            | "A Little Bit Stronger"                           | Sara Evans         | 11    | Salva pelo público                                                |
| Top 5            | "Please Remember Me"                              | Rodney Crowell     | 4     | Salva pelo público                                                |
| Top 5            | "Who I Am"                                        | Jessica Andrews    | 9     | Salva pelo público                                                |
| Top 3            | "Timber, I'm Falling In Love" (com Blake Shelton) | Patty Loveless     | 3     | Vencedora                                                         |
| Top 3            | "Maybe It Was Memphis"                            | Pam Tillis         | 7     | Vencedora                                                         |
| Top 3            | "Born to Fly"                                     | Sara Evans         | 9     | Vencedora                                                         |

## Danielle Bradbery
No dia 19 de junho de 2013, um dia depois de vencer o The Voice, Danielle assinou contrato com a Big Machine Records. "The Heart of Dixie", seu debut single, foi lançado no dia 16 de julho de 2013. Em 14 de setembro de 2013, Danielle se apresentou no WGTY Great Country Radio no palco do York Fair, onde cantou quatro canções inéditas que estariam em seu álbum de estreia, são elas: “Young in America”, “Dance Hall”, “Never Like This” e “Daughter of a Working Man”. O seu álbum de estreia, "Danielle Bradbery", foi lançado no dia 25 de novembro de 2013 e apresentava onze canções. Uma versão deluxe também foi lançada, com a regravação de quatro canções que a artista havia apresentado durante sua jornada no The Voice.
Para promover o seu álbum, Danielle se apresentou no Grand Ole Opry e também anunciou que embarcaria na turnê Beat This Summer Tour, do cantor Brad Paisley, como ato de abertura. No dia 17 de novembro de 2013, ela cantou o hino nacional americano na cerimônia de abertura do 2013 Formula 1 United States Grand Prix. Em 2014, a artista anunciou que "Young in America" seria enviada para as rádios country como o seu segundo single. A canção "My Day" foi escolhida para representar a Sochi 2014 Winter Olympics, em uma campanha em parceria entre a NBC Olympics e o The Voice. Em dezembro de 2013, ela cantou a música no palco do The Voice e, embora não tenha ido ao ar, partes da performances foi utilizada no comercial da NBC. Em março de 2014, Danielle se juntou a Hunter Hayes como convidada especial em sua We're Not Invisible Tour.

## Discografia

### Álbuns
| Detalhes do álbum | Melhores posições | Melhores posições | Melhores posições | Vendas      |
| Detalhes do álbum | EUA               | EUA Country       | CAN               | Vendas      |
| --- | ----------------- | ----------------- | ----------------- | ----------- |
| The Complete Season 4 Collection (The Voice Performance) - Lançamento: 19 de junho de 2013 - Gravadora: Republic Records - Formatos: Download digital | 19                | 6                 | 30                | - : 23 480  |
| Danielle Bradbery - Lançamento: 25 de novembro de 2013 - Gravadora: Big Machine - Formatos: CD, download digital                                      | 19                | 5                 | —                 | - : 136 100 |

### Singles
| Ano  | Single               | Melhores posições | Melhores posições | Melhores posições | Vendas      | Álbum                     |
| Ano  | Single               | EUA               | EUA Country       | CAN               | Vendas      | Álbum                     |
| ---- | -------------------- | ----------------- | ----------------- | ----------------- | ----------- | ------------------------- |
| 2013 | "The Heart of Dixie" | 58                | 16                | 60                | - : 375 000 | Danielle Bradbery         |
| 2014 | "Young in America"   | —                 | —                 | —                 |             | Danielle Bradbery         |
| 2015 | "Friend Zone"        | —                 | 41                | —                 | : 20 000    | Single sem álbum          |
| 2017 | Sway                 | —                 | 44                | —                 | : 8 000     | I Don't Believe We've Met |